# تک پلیمراز
تگ پلیمراز (به انگلیسی Taq polymerase) /ˌtæk ˈpɒlᵻməreɪz/ یک دی‌ان‌ای پلیمراز مقاوم به حرارت است که اولین بار در سال ۱۹۷۶ توسط Chien و همکارانش از یک باکتری گرمادوست بنام Thermus aquaticus استخراج شد. این آنزیم به وفور در واکنش زنجیره ای پلیمراز (PCR) مورد استفاده قرار می‌گیرد.
باکتری ای است که از چشمه‌های آب گرم استخراج شده‌است. این باکتری دارای آنزیم تگ پلیمراز است. این آنزیم توانایی تحمل دمای بالا را دارد و به همین دلیل در تکنیک PCR کاربرد فراوانی یافته‌است؛ بنابراین بجای آنزیم دی ان ای پلیمراز که از باکتری ای کولای استخراج می‌شد و در گذشته در فرایند PCR مورد استفاده قرار می‌گرفت، از این آنزیم استفاده می‌شود.

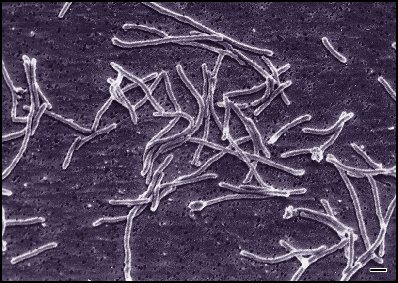
تصویری از باکتری Thermus aquaticus در زیر میکروسکوپ

دمای بهینه برای فعالیت آنزیم تگ پلیمراز، ۷۵ تا ۸۰ درجه سانتیگراد است. همچنین دارای نیمه عمر ۲ ساعت در ۹۲/۵ درجه سانتیگراد، ۴۰ دقیقه در ۹۵ درجه سانتیگراد و ۹ دقیقه در ۹۷/۵ درجه سانتیگراد می‌باشد. این آنزیم در دمای ۷۲ درجه سانتیگراد قادر است ۱۰۰۰ جفت باز را در کمتر از ۱۰ ثانیه رونویسی کند.
یکی از نقاط ضعف این آنزیم عدم توانایی آن برای فعالیت تحصیح اگزونوکلئازی (exonuclease proofreading) در جهت ’۳ به ’۵ است که این باعث می‌شود دقت کار پایین بیاید.
به‌طور کلی در هر ۹۰۰۰ نوکلئوتید، ۱ اشتباه رخ می‌دهد۵. برخی از دی ان ای پلیمرازهای مقاوم به حرارت از دیگر باکتری‌های گرما دوست و آرکی‌ها جداسازی شده‌اند که از آن دسته می‌توان به دی ان ای پلیمراز پی اف یو (Pfu DNA polymerase) اشاره کرد. این دی ان ای پلیمراز فعالیت تصحیح(proofreading) دارد و به منظور افزایش دقت بجای آنزیم تگ پلیمراز یا به صورت ترکیبی با آن استفاده می‌گردد.

## اثر دما بر آنزیم تک پلیمراز
دمای مطلوب آنزیم تک پلیمراز برای فعالیت 75-80 درجه سانتیگراد است ، نیمه عمر آنزیم تک پلیمراز بیشتر از 2 ساعت در 92.5 درجه سانتیگراد ، 40 دقیقه در 95 درجه سانتیگراد و 9 دقیقه با دمای 97.5 درجه سانتیگراد است. تک پلیمراز می تواند 1000 جفت باز رشته DNA را در کمتر از 10 ثانیه با دمای 72 درجه سانتیگراد رونویسی کند.
در دمای 75-80 درجه سانتیگراد ، آنزیم تک پلیمراز به سرعت پلیمریزاسیون مطلوب خود یعنی حدود 150 نوکلئوتید در ثانیه به ازای هر مولکول آنزیم می رسد ، و هرگونه انحراف از محدوده دمای مطلوب ، مانع از افزایش سرعت آنزیم می شود. یک آنزیم تک پلیمراز منفرد حدود 60 نوکلئوتید در ثانیه در دمای 70 درجه سانتیگراد ، 24 نوکلئوتید در ثانیه در 55 درجه سانتیگراد ، 1.5 نوکلئوتید در ثانیه در 37 درجه سانتیگراد و 0.25 نوکلئوتید در ثانیه در 22 درجه سانتی گراد سنتز می کند. در دماهای بالاتر از 90 درجه سانتیگراد ، تک پلیمراز فعالیت بسیار کمی یا ناچیزی را نشان می دهد ، اما خود آنزیم تغییری نمی‌کند و باقی می ماند.